# Pipeline grafica
Una pipeline grafica, nella computer grafica 3D, è una sequenza di operazioni atte a restituire e aggiornare un'immagine bitmap, partendo dagli oggetti tridimensionali presenti nella scena. Per realizzare l'immagine bitmap la pipeline può implementare uno o più algoritmi come lo z-buffering, il reyes rendering, ray tracing e altri algoritmi.

## Pipeline grafica 3D classica

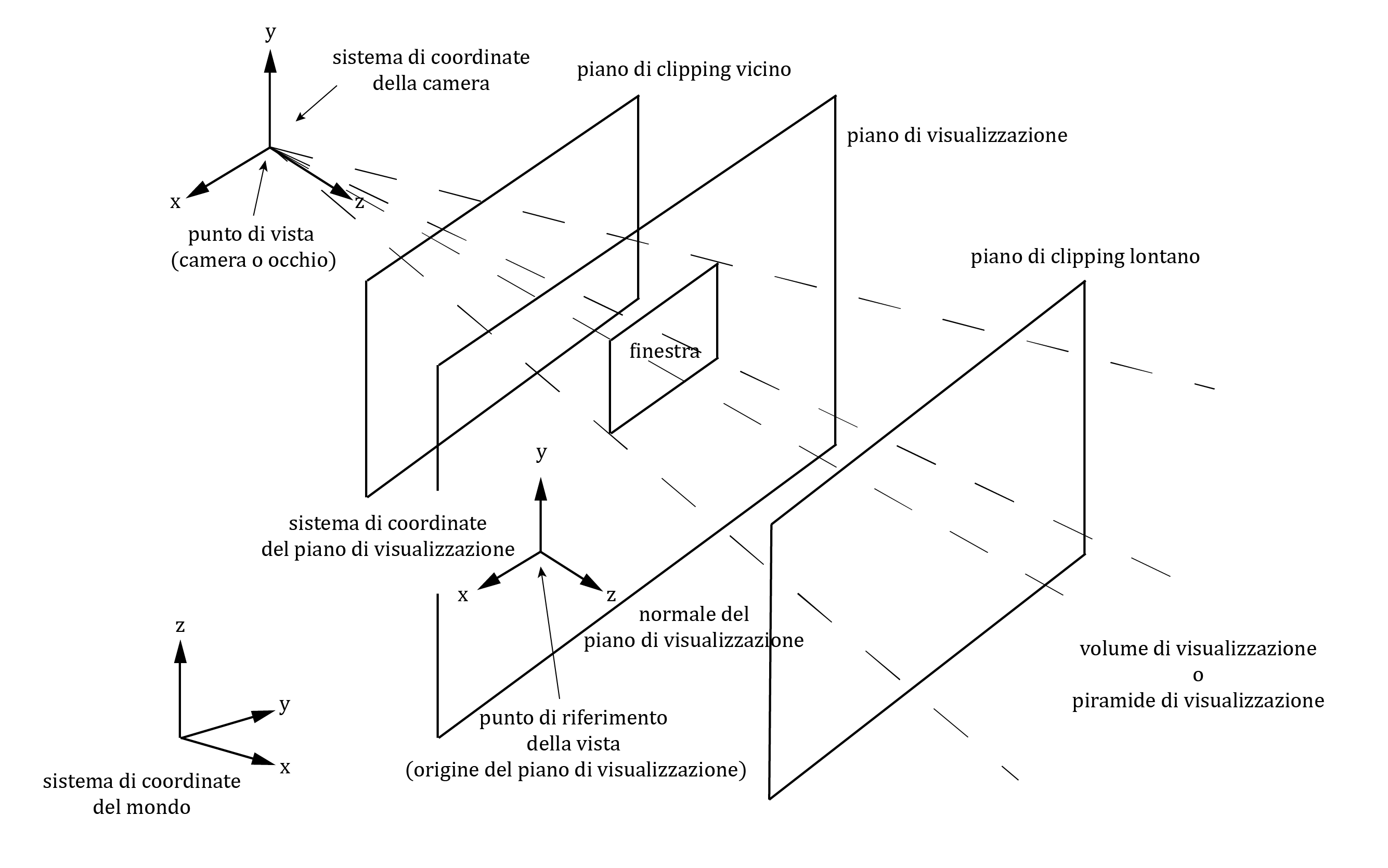
Fig.1 - Sistemi di coordinate 3D e terminologia

Qualsiasi utilizzo significativo del computer dedicato allo studio della geometria, implica il volere infine visualizzare degli oggetti su un dispositivo grafico. La figura 1 mostra alcune terminologie standard per il primo passo di una classica pipeline grafica tridimensionale, che giunge dalla rappresentazione matematica di un oggetto in {\displaystyle R^{3}} alla propria immagine sul dispositivo. Gli oggetti nel mondo sono descritti dall'utente in riferimento a un sistema di coordinate del mondo (world coordinate system). Il mondo è poi proiettato su un piano di visualizzazione (view plan) da un dato punto di vista (viewpoint), che supporremo sia la posizione di una camera o dell'occhio. Abbiamo un'associazione fra il piano di visualizzazione e il sistema di coordinate della camera. Ciò che viene visto dal punto di vista lungo l'asse z positivo del sistema di coordinate della camera, specifica la direzione della vista (view direction). Una finestra (window) nel piano di visualizzazione specifica l'area di interesse. Il volume di visualizzazione o la piramide di visualizzazione è l'infinito volume tracciato dai raggi che partono dal punto di vista e passanti attraverso i punti della finestra.
Per limitare l'output degli oggetti, si può usare spesso un vicino (near, front, o hither) e un lontano (far, back, o yon) piano di clipping. Il volume che si trova all'interno del volume di visualizzazione e fra questi due piani è chiamato volume di visualizzazione troncato o piramide di visualizzazione troncata. Solo quelle parti degli oggetti che giacciono in questo volume e che vengono proiettate nella finestra, saranno visualizzate. La determinazione di quelle parti di un oggetto è detta clipping. In linea di principio, i sistemi di coordinate - del mondo, della camera, e del piano visivo - possono essere distinti. In pratica, tuttavia, si assume che gli assi di coordinate della camera e il sistema di coordinate del piano di visualizzazione siano paralleli e che gli assi z siano perpendicolari al piano visivo. Si assume anche che i loro assi x e y siano paralleli ai lati della finestra.
Il passo finale nel mappare un oggetto a un dispositivo grafico, comporta una mappatura che trasforma le coordinate del piano visivo in coordinate del dispositivo fisico. Questo è generalmente pensato come un processo a due fasi. Inizialmente, una prima mappa trasforma la finestra in una viewport (che è un sotto-rettangolo di un rettangolo fisso chiamato logical screen) e dopo una seconda mappa trasforma le coordinate del logical screen nelle coordinate del dispositivo fisico. A volte il logical screen è già definito in termini di queste coordinate, così che la seconda mappa non è necessaria. Altre volte, esso è posto uguale a un rettangolo fisso come per esempio il quadrato unitario {\displaystyle [0,1]\times [0,1]}, nel cui caso possiamo dire che la viewport è specificata in coordinate di dispositivo normalizzate (normalized device coordinates, NDC). La classica pipeline grafica 3D può quindi essere riassunta come mostrato nella figura 3.

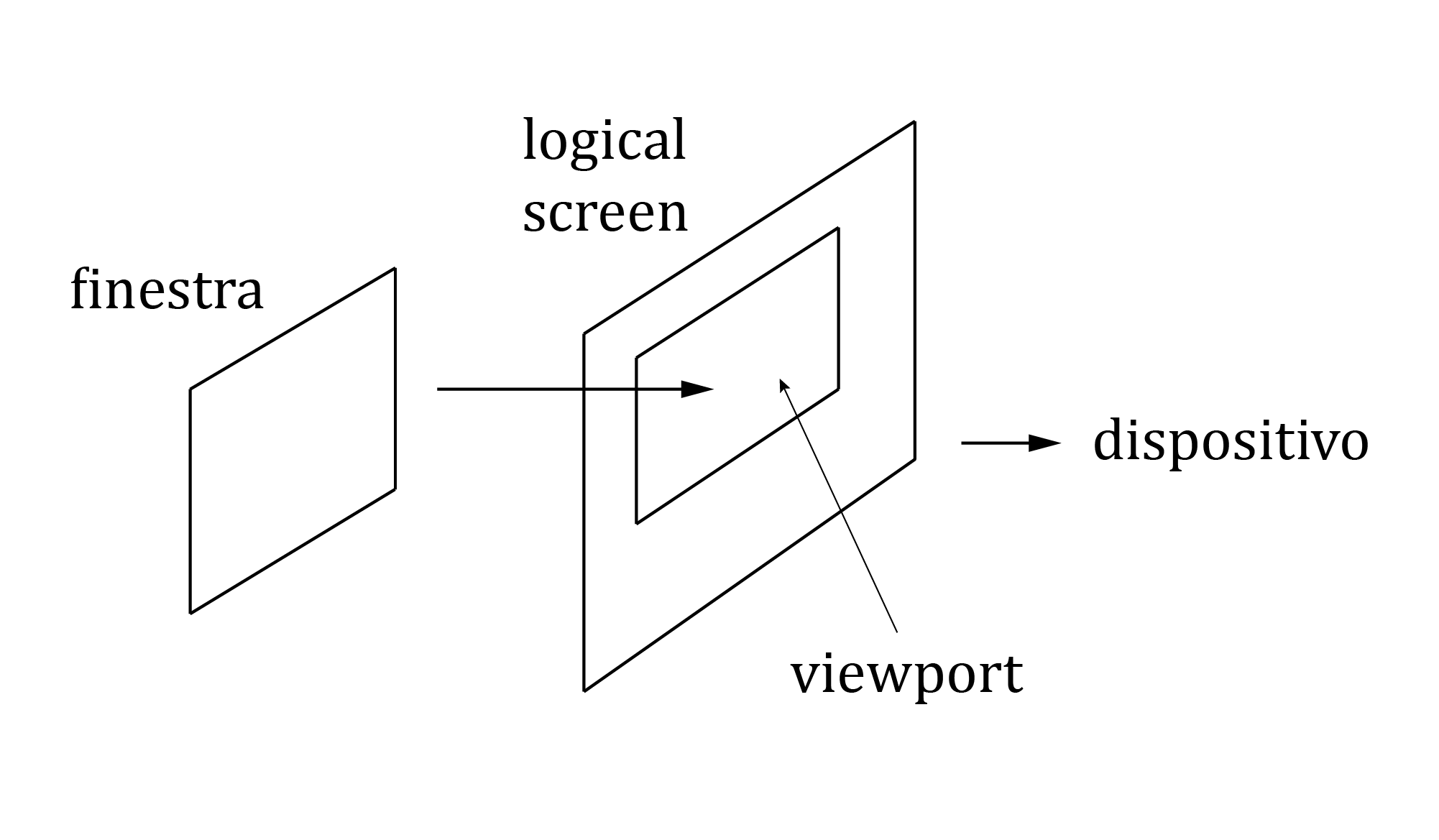
Fig.2 - Pipeline finestra-dispositivo

Attenzione: la distinzione fra "finestra" e "viewport" è spesso sfocata, e a volte, ciò che dovrebbe essere chiamato viewport viene chiamato finestra. La finestra specifica che cosa viene visto nelle coordinate utente, e la viewport specifica dove quel qualcosa viene visualizzato. Vedi la figura 2.

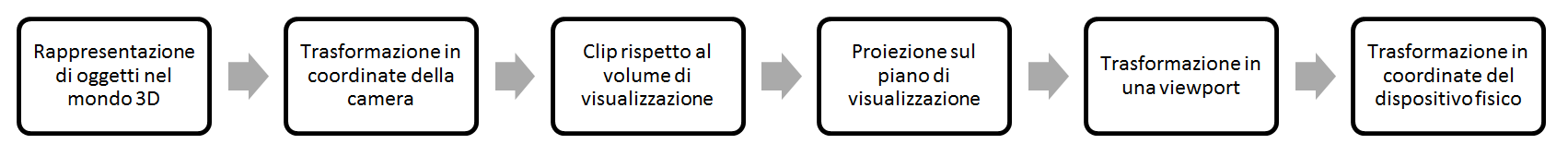
Fig.3 - La pipeline grafica 3D di base

La pipeline può essere realizzata in software o in hardware, sebbene per questioni di velocità e di prestazioni tutte le moderne schede grafiche dispongano di diverse pipeline grafiche più o meno avanzate. Sebbene esistano molte implementazioni di una pipeline grafica tutte queste implementazioni suddividono il lavoro in quattro operazioni principali (riassumendo quanto detto in precedenza):
- Modellazione: Durante questa fase vengono generati, come insieme di vertici, gli oggetti da rappresentare; ad esempio linee, poligoni, punti.
- Elaborazione geometrica: In questa fase si attuano principalmente tre elaborazioni:
  - Normalizzazione (o Viewing): ovvero l'adattamento delle coordinate degli oggetti a quelli della camera virtuale.
  - Clipping: vengono rimosse tutte le parti degli oggetti non visibili, perché fuori dalla vista.
  - Ombreggiatura (Lighting e Shading): in questa fase vengono calcolati i colori e i riflessi degli oggetti tenendo conto delle proprietà dei singoli poligoni e delle luci incidenti e riflesse.
- Proiezione: L'immagine 3D è proiettata sulla superficie 2D.
- Rasterizzazione o Scan Conversion: La scena è convertita da un insieme di vertici ad un insieme di pixels (bitmap o immagine raster).

### Esempio dei passaggi degli shader in una pipeline grafica
Un ipotetico processo di funzionamento, con all'interno gli shader, potrebbe essere il seguente:
1. La CPU invia le istruzioni e le coordinate 3D della scena alla GPU
2. Nel vertex shader programmabile viene trasformata la geometria e vengono applicati alcuni effetti di illuminazione
3. Il geometry shader, se presente, trasforma ulteriormente la geometria della scena
4. La geometria viene riprodotta in triangoli, che vengono ulteriormente trasformati in quad (ogni quad è una primitiva di 2x2 pixel)
5. Vengono applicati ulteriori effetti tramite il pixel shader
6. Viene effettuato il test di visibilità (z-test): se un pixel è visibile, viene scritto nel framebuffer per l'output su schermo.

## Gestione
La pipeline grafica può essere gestita direttamente dal programma tramite accesso diretto all'hardware o può essere gestita tramite librerie grafiche che forniscono delle primitive di manipolazione che vengono utilizzate dal programma. Nella maggior parte dei casi vengono utilizzate le librerie grafiche sebbene queste introducano una leggera penalizzazione delle prestazioni permettano al programma di sfruttare le schede grafiche in commercio senza dover scrivere una versione apposita del programma per ogni tipologia di scheda grafica. Le più diffuse librerie grafiche tridimensionali sono OpenGL e DirectX.

Pipeline OpenGL